# Harmstonia setosa
Harmstonia setosa är en tvåvingeart som beskrevs av Robinson 1967. Harmstonia setosa ingår i släktet Harmstonia och familjen styltflugor. Inga underarter finns listade i Catalogue of Life.